# Freya Colbert
Freya Constance Colbert (Grantham, 8 marzo 2004) è una nuotatrice britannica.

## Palmarès
- Mondiali

Doha 2024: oro nei 400m misti e argento nella 4x200m sl.
- Europei

Roma 2022: oro nella 4x200m sl mista, argento nella 4x200m sl e bronzo nei 400m misti.
- Europei in vasca corta

Otopeni 2023: argento nei 400m misti, bronzo nei 200m sl.
- Giochi del Commonwealth

Birmingham 2022: bronzo nella 4x200m sl.
- Europei giovanili

Kazan' 2019: argento nella 4x200m sl.
- EYOF

Baku 2019: argento nei 200m sl, nei 400m sl, negli 800m sl e nella 4x100m sl.